# Montbazin
Montbazin este o comună în departamentul Hérault din sudul Franței. În 2009 avea o populație de 2.912 de locuitori.

## Evoluția populației
| An        | 1975  | 1982  | 1990  | 1999  | 2006  | 2009  |
| --------- | ----- | ----- | ----- | ----- | ----- | ----- |
| Populație | 1.109 | 1.377 | 2.062 | 2.214 | 2.711 | 2.912 |